# Triftbach (Saaservispa)
Der Triftbach ist ein 4,5 Kilometer langer Wildbach in der Gemeinde Saas-Grund im  Schweizer Kanton Wallis. Er entsteht aus mehreren Gletscherbächen im hochalpinen Gebiet des Weissmiesmassivs und mündet in Saas-Grund in die Saaservispa. Er ist ein Gewässer im Einzugsgebiet der Rhone.

## Verlauf
Der Triftbach ist ein steiles hochalpines Gewässer und hat mit Ausnahme des etwa 500 Meter langen letzten Abschnitts im Talboden bei Saas-Grund den Charakter eines Wildbachs. Er entsteht oberhalb des Gebiets Kreuzboden-Triftalp aus den Schmelzbächen, die von mehreren Gletschern herabfliessen. Unter dem Bergkranz mit dem Trifthorn, dem Weissmies, dem Lagginhorn, dem Fletschhorn und dem Jegihorn sind noch die Reste verschiedener, teilweise in der letzten Zeit stark abgeschmolzener Gletscher vorhanden: Mälligagletscher, Triftgletscher, Hohlaubgletscher, Lagginhorngletscher, Fletschhorngletscher und als dessen inzwischen abgetrennte Zunge der Tälligletscher.
Von der Triftalp wird Wasser aus den Bächen in mehrere Suonen abgleitet und zu Grasgebieten an den trockenen Talflanken südlich und nördlich des Triftbachs geführt.
Der Triftbach durchquert unterhalb der Alp ein steiles, schmales Tobel, das «Rufine» genannt wird, und tritt etwa 500 Meter tiefer von Osten auf seinen Schwemmkegel im Talboden bei Saas-Grund ein. Durch einen schmalen Kanal fliesst er zur Saaser Vispa, die an dieser Stelle wegen des Trift-Schuttkegels ganz am linken Talrand liegt. Der Bach durchquert das Siedlungsgebiet Tamatten und fliesst mit einem schmalen Durchlass unter der Hauptstrasse 212, die Visp mit Saas-Fee verbindet, hindurch. Im frühen 20. Jahrhundert stand am Unterlauf des Bachs noch eine Mühle.
Der Triftbach führt nach starken Niederschlägen im Gebirge manchmal Hochwasser. Nach einem schweren Unwetter im Juni 2024 überschwemmte er die Talsiedlung und verschüttete den Ortsteil mit einer riesigen Schuttmenge.